# 워렌 스티븐스
워렌 스티븐스(Warren Stevens, 1919년 11월 2일 ~ 2012년 3월 27일)는 미국의 연극 배우, 영화배우, 텔레비전 배우이다.

## 방송
- 해저 여행
- 서부의 파라딘

## 영화
- 리틀 히어로 3 (2002년)
- 사무라이 캅 (1989년)
- 스토커 에이스 (1983년)
- 네모 선장 (1978년)
- 여형사 페페 (1974년)
- 형사 마디간 (1968년) - Capt. 벤 윌리엄스 역
- 아이언 사이드 (1967년)
- 제5전선 (1966년)
- 마담 X (1966년)
- 해저 여행 (1964년)
- 전투 (1962년)
- 보난자 (1959년)
- 핫 스펠 (1958년)
- 선셋 77번가 (1958년)
- 도나 리드 쇼 (1958년)
- 서부의 파라딘 (1957년)
- 금지된 세계 (1956년) - 닥 오스트로 역
- 딜론 보안관 (1955년)
- 고릴라 앳 라지 (1954년)
- 클라이막스! (1954년)
- 맨발의 백작부인 (1954년)
- 데드라인 - U.S.A. (1952년)
- 넬리 (1952년)
- 낯선 사람으로부터의 전화 (1952년)
- 오 헨리 단편집 (1952년)
- 미스터 빌비디어 링스 더 벨 (1951년)
- 프로그먼 (1951년)
- 스튜디오 원 (1948년)